# Garth Hill
Garth Hill (wal. Mynydd y Garth) – góra w południowej Walii o wysokości 307 m n.p.m. i wybitności 211 m.
Ze względu na swoje usytuowanie i wysokość bywa utożsamiana z Ffynnon Garw – fikcyjnym wzniesieniem z filmu O Angliku, który wszedł na wzgórze, a zszedł z góry z 1995 r. w reżyserii Christophera Mongera. Po premierze filmu, Garth Hill stało się niezwykle popularne, jednak wzmożony ruch turystyczny zagraża prawdziwym "skarbom" tej góry, którymi są kurhany z XX wieku p.n.e.